# 永姫 (徳川斉位正室)
永姫（ながひめ、文政2年1月14日（1819年2月8日） - 明治8年（1875年）9月23日）は、江戸時代後期から明治前期の女性。御三卿・一橋家第5代当主・徳川斉位の正室。第11代将軍・徳川家斉の二十六女。12代将軍・徳川家慶の異母妹。諱は賢子。

## 生涯
文政2年（1819年）に第11代将軍・徳川家斉の二十六女として生まれた。母は側室のお以登の方。同母弟に福井藩主松平斉善、川越藩主松平斉省、明石藩主松平斉宣がいる。
天保6年（1835年）11月15日、御三卿・一橋家第5代当主・徳川斉位と婚姻する。斉位の父である御三卿・田安家第3代当主徳川斉匡は永姫の父家斉の異母弟にあたるため、2人は従兄妹同士であった。
天保8年（1837年）5月7日に夫斉位が死去すると、落飾し、誠順院と号した。
明治8年（1875年）に57歳で死去した。